# 奥义书
奧義書（羅馬化：Upaniṣad，直译：「近坐」，引申为“秘密传授”）古印度一类哲学文献的总称，是广义的吠陀文献之一。
虽然奥义书由《吠陀經》发展而来，因而经常被理解为婆羅門教與印度教的教典，但奥义书并不都是由婆罗门阶层写的，也不都完全反映婆羅門教的观点。实际上，某些奧義書敌视婆罗门祭司。准确的说，奥义书是一種哲學论文或對話錄，討論哲學、冥想以及世界的本質。大多数奥义书成了研究神秘主义哲学的著作。关于奥义书的秘传性质，在它们的行文中常有所反映。《歌者奧義書》宣稱关于梵的知识只能传授给儿子或入室弟子，而絕不能教给其他人。
隨著19世紀初期的翻譯，《奧義書》開始引起西方的廣泛關注。

## 简介
印度现存的奧義書多达兩百多種，但其中与吠陀关系紧密且产生年代较早的并不多。有的奥义书写成时间晚至16世纪，甚至有宣传伊斯兰教思想而挂名奥义书者（如安拉奥义书）。有些研究者认为只有最早的五部奥义书（歌者奥义书、廣林奧義書、爱达罗氏奥义书、海螺氏奥义书、鹧鸪氏奥义书）可以称得上是严格的吠陀正典。中世纪的印度大哲学家商羯罗选出一些重要的奥义书作注，称它们为“主要奥义书”（Mukhya Upanishad）。主要奥义书的名单并不一致，但一般包括以下几种：
1. 他氏奥义书（英语：Aitareya Upanishad）（或译为爱达罗氏奥义书，属于梨俱吠陀）
2. 歌者奥义书（英语：Chandogya Upanishad）（属于娑摩吠陀）
3. 由谁奥义书（英语：Kena_Upanishad）（属于娑摩吠陀）
4. 廣林奧義書（英语：Brihadaranyaka Upanishad）（或譯大森林奧義書，属于白夜柔吠陀）
5. 自在奥义书（或譯至尊奧義書，属于白夜柔吠陀）
6. 鹧鸪氏奥义书（或译为泰帝利耶奥义书，属于黑夜柔吠陀）
7. 石氏奥义书（英语：Katha Upanishad）（或譯伽陀奧義書，属于黑夜柔吠陀）
8. 白螺氏奥义书（英语：Shvetashvatara Upanishad）（属于黑夜柔吠陀）
9. 剃髮奧義書（英语：Mundaka Upanishad）（或译为秃顶奥义书，属于阿闼婆吠陀）
10. 蛙氏奧義書（英语：Mandukya Upanishad）（或譯唵聲奧義書，属于阿闼婆吠陀）
11. 疑问奥义书（或译为六问奥义书，属于阿闼婆吠陀）

现代研究者通常认为，与吠陀时代末期的思想密切相关的奥义书有13种，即上述奥义书再加上属于梨俱吠陀的海螺氏奥义书（又名憍尸多基奥义书）和属于黑夜柔吠陀的慈氏奥义书（或译为弥勒奥义书）。德国东方学家保罗·多伊森根据语言学将这13种奥义书分为3类：
第一类是用散文体写成的最古老的奥义书，产生时间在前800年至前500年之间，包括广林奥义书、歌者奥义书、鹧鸪氏奥义书、海螺氏奥义书、爱达罗氏奥义书和由谁奥义书。
第二类是用诗体写成的，产生时间在前500年至前1世纪之间，包括由谁奥义书、石氏奥义书、自在奥义书、白骡奥义书和秃顶奥义书。由谁奥义书兼有散文体和诗体，因此第一类与第二类都包括了它。
第三类是用后期散文体写成的最晚近的奥义书，产生时间在公元前后，包括疑问奥义书、慈氏奥义书和蛙氏奥义书。
其他学者可能有不同的分期方法。如拉纳德根据语言学和对书中思想发展的分析将上述13种分类为5组；拉达克利希南的分类与多伊森基本一致，但认为广林奥义书中也有晚出的部分，而慈氏奥义书和白骡奥义书最晚，因为它们受到了数论和瑜伽的影响。一般都认为广林奥义书和歌者奥义书是现存最古老的奥义书，但二者谁更早的问题，尚无定论。
除了上述13种在印度哲学史研究中有特殊意义的奥义书外，其它一些重要奥义书包括：
1. 金刚针奥义书（英语：Vajrasuchi Upanishad）（属于娑摩吠陀）
2. 离所缘奥义书（英语：Niralamba Upanishad）（属于白夜柔吠陀）
3. 摩诃那罗延奥义书（英语：Mahanarayana Upanishad）（属于黑夜柔吠陀）
4. 胎藏奥义书（英语：Garbha_Upanishad）（属于黑夜柔吠陀）
5. 室建陀奥义书（英语：Skanda_Upanishad）（属于黑夜柔吠陀）
6. 普度斗争世奥义书（属于黑夜柔吠陀）
7. 自我奥义书（英语：Adhyatma Upanishad）（属于阿闼婆吠陀）
8. 菁华奥义书（属于阿闼婆吠陀）
9. 糍供奥义书（属于阿闼婆吠陀）
10. 生气火祀奥义书（属于阿闼婆吠陀）
11. 智顶奥义书（属于阿闼婆吠陀）
12. 舍利奥义书（属于阿闼婆吠陀）

## 思想
奥义书在印度宗教与哲学的发展过程中有重大意义。在奥义书产生之前，吠陀时期的印歐人只敬拜上古諸神；梵书则大多是形式主义的祭祀手册。奥义书最早集中精力讨论宇宙的终极真理。奥义书中两个最重要的概念是“我”和“梵”。奥义书用各种奇妙的比喻（很多在现代人看来是不可理解的）来说明，梵就是一切，也就是最高存在；人类的我（个体灵魂）来自宇宙的我，即梵（宇宙灵魂）。总之，宇宙就是梵，梵就是我；“梵我一如”这个最高真理就是奥义书主要的观点。在奥义书的思想基础上产生了吠檀多派，后来直接影响到印度教大改革者商羯罗。
另一个由奥义书系统搭建起来的重要观念是轮回业报。轮回业报的观点在梨俱吠陀中根本没有，梵书中偶尔提及人死后可以转生，只有奥义书完整建立了转世者的转世形态取决于他前世的所作所为（业）的思想。《广林奥义书》说，转世者“因善业而成为善人，因恶业而成为恶人”。当然，从无尽的轮回中解脱出来的方法也有，那就是认识到奥义书主张的“梵我一如”。
然而，值得注意的是 梵我如一論在吠檀多派興起前並非婆羅門教教義的主流，當時婆羅門教重視的是祭祀至上論、神造論和婆羅門至上論，吠壇多派對奧義書的解釋有不符合其內容原意的地方。

## 宗教界觀點

### 佛教
奧義書的作者未能找到與梵我有關的經驗關聯，只能把意識假定為永恆的自我，佛教透過實證主義式地探討這些問題，否定了梵我的存在性。

## 學術界觀點
著名語言學家马克斯·缪勒這樣總結了全部奧義書的思想：
在這些奧義書中，沒有所謂的哲學體系。 從真正意義上講，它們是對真相的猜測，經常相互矛盾，但都傾向於一個方向。 古老的奧義書的基調是“認識你自己”，但比德爾菲克甲骨文所説的'γνῶθι σεαυτόν'有更深層的意思。 奧義書的“認識你自己”的意思是，認識你真正的自我、識記你的自我，並且在最高的永恆自己中找到它並認識它，沒有第二個自己，這個永恆的自己是整個世界的基礎。——馬克斯· 缪勒
一些佛學研究人聲稱早期的佛教透過宣揚無我論，完全棄絶了奧義書中的梵我論。

## 延伸閱讀
- 分配用于运行脚本的时间已到期。
- 分配用于运行脚本的时间已到期。
- 分配用于运行脚本的时间已到期。
- 分配用于运行脚本的时间已到期。
- Müller, Max, translator, 分配用于运行脚本的时间已到期。, Part I, New York: Dover Publications (Reprinted in 1962), ISBN 0-486-20992-X
- Müller, Max, translator, 分配用于运行脚本的时间已到期。, Part II, New York: Dover Publications (Reprinted in 1962), ISBN 0-486-20993-8
- 分配用于运行脚本的时间已到期。

## 外部連結
分配用于运行脚本的时间已到期。
分配用于运行脚本的时间已到期。
- Complete set of 108 Upanishads, Manuscripts with the commentary of Brahma-Yogin, Adyar Library
- Upanishads （页面存档备份，存于）, Sanskrit documents in various formats
- The Upaniṣads （页面存档备份，存于） article in the Internet Encyclopedia of Philosophy
- The Theory of 'Soul' in the Upanishads （页面存档备份，存于）, T. W. Rhys Davids (1899)
- Spinozistic Substance and Upanishadic Self: A Comparative Study （页面存档备份，存于）, M. S. Modak (1931)
- W. B. Yeats and the Upanishads （页面存档备份，存于）, A. Davenport (1952)
- The Concept of Self in the Upanishads: An Alternative Interpretation （页面存档备份，存于）, D. C. Mathur (1972)

分配用于运行脚本的时间已到期。
分配用于运行脚本的时间已到期。分配用于运行脚本的时间已到期。